# Catálogo de estrelas

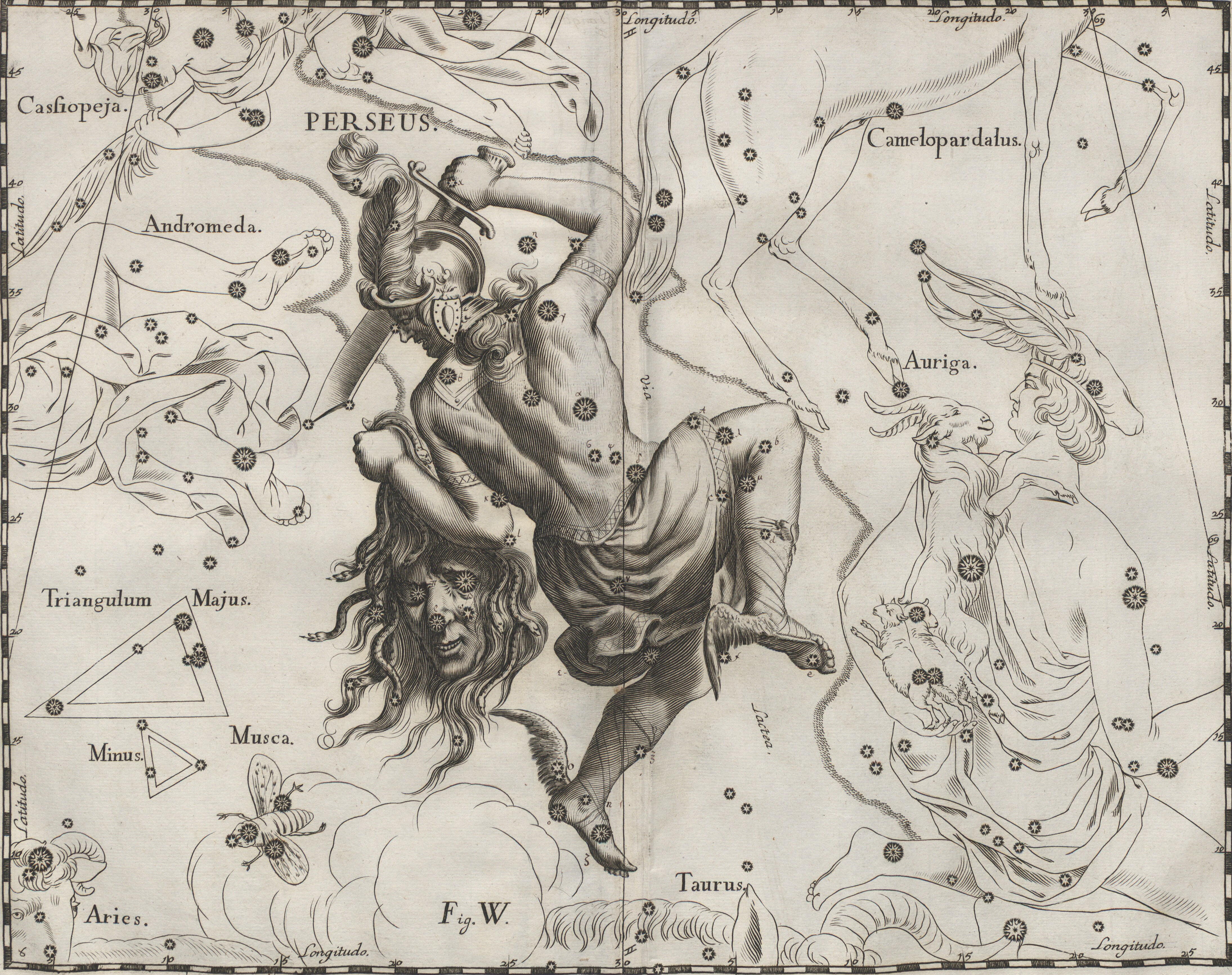
Uma ilustração da constelação de Perseus (após Perseu da mitologia grega) do catálogo de estrelas publicado pelo astrônomo alemão Johannes Hevelius em 1690

Um catálogo de estrelas é um catálogo astronômico que lista estrelas. Na astronomia, muitas estrelas são referidas simplesmente por números de catálogo. Existem muitos catálogos de estrelas diferentes que foram produzidos para diferentes propósitos ao longo dos anos, e este artigo cobre apenas alguns dos mais frequentemente citados. Os catálogos de estrelas foram compilados por muitos povos antigos diferentes, incluindo os babilônios, gregos, chineses, persas e árabes. Os catálogos às vezes eram acompanhados por um mapa estelar para ilustração. A maioria dos catálogos modernos estão disponíveis em formato eletrônico e podem ser baixados gratuitamente dos centros de dados das agências espaciais. A maior está sendo compilada a partir da sonda espacial Gaia e, até agora, tem mais de um mil milhões de estrelas.
A integridade e a precisão são descritas pela magnitude limite mais fraca V (maior número) e a precisão das posições.

## Catálogos históricos

### Antigo Oriente Próximo
A partir de seus registros existentes, sabe-se que os antigos egípcios registravam os nomes de apenas algumas constelações identificáveis e uma lista de 36 decanatos que eram usados como um relógio estelar. Os egípcios chamavam a estrela circumpolar de "a estrela que não pode perecer" e, embora não fizessem nenhum catálogo formal de estrelas, eles criaram extensos mapas estelares do céu noturno que adornam os caixões e tetos das câmaras tumulares.
Embora os antigos sumérios tenham sido os primeiros a registrar os nomes das constelações em tabuletas de argila, os primeiros catálogos de estrelas conhecidos foram compilados pelos antigos babilônios da Mesopotâmia no final do segundo milênio a.C., durante o período Cassita (c. 1531 a.C. a c. 1155 a.C.). Eles são mais conhecidos pelo nome da era assíria, 'Três Estrelas Cada'. Esses catálogos de estrelas, escritos em tabuletas de argila, listavam 36 estrelas: 12 para "Anu" ao longo do equador celeste, 12 para "Ea" ao sul e 12 para "Enlil" ao norte. As listas MUL.APIN, datadas de algum tempo antes do Império Neobabilônico (626-539 a.C.), são descendentes textuais diretos das listas "Três Estrelas Cada" e seus padrões de constelação mostram semelhanças com os da civilização grega posterior.

### Mundo helenístico e Império Romano
Na Grécia Antiga, o astrônomo e matemático Eudoxo de Cnido estabeleceu um conjunto completo de constelações clássicas por volta de 370 a.C. Seu catálogo Phaenomena, reescrito por Arato entre 275 e 250 a.C. como um poema didático, tornou-se um dos textos astronômicos mais consultados na antiguidade e além. Continha descrições das posições das estrelas e das formas das constelações, e fornecia informações sobre seus tempos relativos de nascer e pôr-se.
Aproximadamente no século III a.C., os astrônomos gregos Timocharis de Alexandria e Aristilo criaram outro catálogo de estrelas. Hiparco (c. 190 a.C. - c. 120 a.C.) completou seu catálogo de estrelas em 129 a.C., que ele comparou ao de Timocharis e descobriu que a longitude das estrelas havia mudado com o tempo. Isso o levou a determinar o primeiro valor da precessão dos equinócios. No século II, Ptolomeu (c. 90 d.C. - c. 186 d.C.) no Egito romano publicou um catálogo de estrelas como parte de seu Almagesto, que listava 1.022 estrelas visíveis de Alexandria. O catálogo de Ptolomeu foi quase inteiramente baseado em um anterior de Hiparco. Manteve-se o catálogo de estrelas padrão nos mundos ocidental e árabe por mais de oito séculos. O astrônomo islâmico al-Sufi o atualizou em 964, e as posições das estrelas foram redeterminadas por Ulugue Begue em 1437, mas não foi totalmente substituído até o aparecimento do catálogo de mil estrelas de Tycho Brahe em 1598.
As antigas escrituras védicas e outras escrituras da Índia conheciam muito bem as posições astronômicas e as constelações. Tanto o Mahabharata quanto o Ramayana fornecem referências a vários eventos em termos das posições planetárias e constelações daquela época. As posições planetárias na época da guerra do Mahabharata foram fornecidas de forma abrangente. Uma discussão muito interessante e exaustiva sobre as posições planetárias junto com o nome específico das constelações aparece em um artigo de Rangachar Narayana Iyengar na revista científica Indian journal of History of Science.

### China antiga
As primeiras inscrições conhecidas para nomes de estrelas chinesas foram escritas em ossos oraculares e datam da Dinastia Shang (c. 1600 a.C. - c. 1050 a.C.). Fontes que datam da Dinastia Chou (c. 1050 a.C. - 256 a.C.) que fornecem nomes de estrelas incluem Zuo Zhuan, Shi Jing e o "Cânon de Yao" (堯典) no Shujing. O Lüshi Chunqiu escrito pelo político do Reino de Chim Lü Buwei (falecido em 235 a.C.) fornece a maioria dos nomes para as Vinte e Oito Mansões (ou seja, asterismos ao longo do cinturão eclíptica da esfera celeste usada para construir o calendário). Um antigo artigo de laca encontrado na tumba do Marquês Yi de Zeng (enterrado em 433 a.C.) contém uma lista completa dos nomes das vinte e oito mansões. Os catálogos de estrelas são tradicionalmente atribuídos a Shi Shen e Gan De, dois astrônomos chineses bastante obscuros que podem ter estado ativos no século IV a.C. do período dos Reinos Combatentes (403-221 a.C.). A Astronomia Shi Shen (石申天文, Shi Shen tienwen) é atribuída a Shi Shen, e a Observação Astronômica de Estrelas (天文星占, Tianwen xingzhan) a Gan De.
Não foi até a Dinastia Han (202 a.C. - 220 d.C.) que os astrônomos começaram a observar e registrar nomes para todas as estrelas que eram aparentes (a olho nu) no céu noturno, não apenas aquelas ao redor da eclíptica. Um catálogo de estrelas é apresentado em um dos capítulos da obra de história do final do século II a.C., Registros do Historiador, de Sima Qian (145 a.C. - 86 a.C.) e contém as "escolas" da obra de Shi Shen e Gan De (ou seja, a diferentes constelações nas quais eles supostamente se concentraram para fins astrológicos). O catálogo de Sima, o Livro dos Escritórios Celestiais (天官書 Tianguan shu), inclui cerca de 90 constelações, as estrelas nele nomeadas em homenagem a templos, ideias em filosofia, locais como mercados e lojas e diferentes pessoas, como fazendeiros e soldados. Para sua Constituição Espiritual do Universo (靈憲, Ling Xian) de 120 d.C., o astrônomo Zhang Heng (78 d.C. - 139 d.C.) compilou um catálogo de estrelas compreendendo 124 constelações. Os nomes das constelações chinesas foram posteriormente adotados pelos coreanos e japoneses.

### Mundo islâmico
Um grande número de catálogos de estrelas foi publicado por astrônomos muçulmanos no mundo islâmico medieval. Tratava-se principalmente de tratados de Zij, incluindo Tábuas Toledanas de Abu Arzachel (1087), Zij-i Ilkhani do Observatório de Maragheh (1272) e Zij-i Sultani de Ulugue Begue (1437). Outros catálogos de estrelas árabes famosos incluem Um Compêndio da Ciência das Estrelas de Alfragano (850), que corrigiu o Almagesto de Ptolomeu; e o Livro das Estrelas Fixas de al-Sufi (964), que descreve as observações das estrelas, suas posições, magnitudes, brilho e cor, desenhos para cada constelação e a primeira descrição conhecida da Galáxia de Andrômeda. Muitas estrelas ainda são conhecidas por seus nomes árabes (ver Lista de nomes de estrelas árabes).

### Américas pré-colombianas
O Dicionário Motul, compilado no século XVI por um autor anônimo (embora atribuído a Fray Antonio de Ciudad Real), contém uma lista de estrelas originalmente observadas pelos antigos maias. O Códice de Paris também contém símbolos para diferentes constelações representadas por seres mitológicos.

### Catálogos de Bayer e Flamsteed
Dois sistemas introduzidos em catálogos históricos permanecem em uso até os dias atuais. O primeiro sistema vem do astrônomo alemão Johann Bayer, Uranometria, publicado em 1603 e sobre estrelas brilhantes. Recebem uma letra grega seguida pelo caso genitivo da constelação em que estão localizados; exemplos são Alpha Centauri ou Gamma Cygni. O maior problema com o sistema de nomenclatura de Bayer era o número de letras do alfabeto grego (24). Era fácil ficar sem letras antes de ficar sem estrelas que precisavam de nomes, especialmente para grandes constelações como Argo Navis. Bayer estendeu sua lista para até 67 estrelas usando letras romanas minúsculas ("a" a "z") e depois letras maiúsculas ("A" a "Q"). Poucas dessas designações sobreviveram. Vale ressaltar, no entanto, que serviu de ponto de partida para designações de estrelas variáveis, que começam com "R" a "Z", depois "RR", "RS", "RT" ... "RZ", "SS", "ST" ... "ZZ" e além.
O segundo sistema vem da Historia Coelestis Britannica (1725) do astrônomo inglês John Flamsteed. Mantinha a regra do genitivo-da-constelação para o final dos nomes de seu catálogo, mas usava números em vez do alfabeto grego para a metade anterior. Os exemplos incluem 61 Cygni e 47 Ursae Majoris.

## Catálogos de céu inteiro (em ordem cronológica)
Catálogos de Bayer e Flamsteed cobriam apenas alguns milhares de estrelas entre eles. Em teoria, os catálogos de céu inteiro tentam listar todas as estrelas no céu. Existem, no entanto, bilhões de estrelas que podem ser resolvidas por telescópios do século XXI, então essa é uma meta impossível; com esse tipo de catálogo, geralmente é feita uma tentativa de fazer com que todas as estrelas sejam mais brilhantes do que uma dada magnitude aparente.

### LAL
Jérôme Lalande publicou a Histoire Céleste Française em 1801, que continha um extenso catálogo de estrelas, entre outras coisas. As observações feitas foram feitas no Observatório de Paris e, portanto, descreve principalmente estrelas do norte. Este catálogo continha as posições e magnitudes de 47.390 estrelas, até magnitude 9, e era o catálogo mais completo até então. Uma reformulação significativa deste catálogo pelos seguidores de Lalande em 1846 acrescentou números de referência às estrelas que são usados para se referir a algumas dessas estrelas até hoje. A precisão decente deste catálogo manteve-o em uso comum como uma referência por observatórios em todo o mundo ao longo do século XIX.

### BD/CD/CPD
O Bonner Durchmusterung (em alemão: Bonn sampling) e os acompanhamentos foram os mais completos dos catálogos de estrelas pré-fotográficos.
O próprio Bonner Durchmusterung foi publicado por Friedrich Wilhelm August Argelander, Adalbert Krüger e Eduard Schönfeld entre 1852 e 1859. Ele cobria 320.000 estrelas na época de 1855.0.
Como cobria apenas o céu do norte e parte do sul (sendo compilado a partir do observatório de Bonn), isso foi então complementado pelo Südliche Durchmusterung (SD), que cobre estrelas entre declinações −1 e −23 graus (1886, 120.000 estrelas). Foi ainda complementado pelo Cordoba Durchmusterung (580.000 estrelas), que começou a ser compilado em Córdoba, Argentina, em 1892, sob a iniciativa de John Macon Thome, e cobre declínios de -22 a -90. Por último, o Cape Photographic Durchmusterung (450.000 estrelas, 1896), compilado na Cidade do Cabo, África do Sul, cobre declínios de −18 a −90.
Os astrônomos usam preferencialmente a designação HD (veja a próxima entrada) de uma estrela, já que esse catálogo também fornece informações espectroscópicas, mas como o Bonner Durchmusterung cobre mais estrelas, eles ocasionalmente recorrem às designações mais antigas quando lidam com uma não encontrada em Henry Draper Catalogue. Infelizmente, muitos catálogos fazem referência cruzada ao Bonner Durchmusterung sem especificar qual deles é usado nas zonas de sobreposição, de modo que muitas vezes permanece alguma confusão.
Os nomes de estrelas desses catálogos incluem as iniciais dos quatro catálogos de origem (embora o Southern siga o exemplo de Bonner e use BD; CPD é muitas vezes encurtado para CP), seguido pelo ângulo de declinação da estrela (arredondado para zero, e assim variando de +00 a +89 e −00 a −89), seguido por um número arbitrário, pois sempre há milhares de estrelas em cada ângulo. Os exemplos incluem BD+50°1725 ou CD−45°13677.

### HD/HDE
O Henry Draper Catalogue foi publicado no período de 1918–1924 e cobre todo o céu até cerca de nona ou décima magnitude aparente, sendo notável como a primeira tentativa em grande escala de catalogar tipos espectrais de estrelas. O catálogo foi compilado por Annie Jump Cannon e seus colegas de trabalho no Harvard College Observatory sob a supervisão de Edward Charles Pickering, e foi nomeado em homenagem a Henry Draper, cuja viúva doou o dinheiro necessário para financiá-lo.
Os números HD são amplamente usados hoje para estrelas que não têm designação de Bayer ou Flamsteed. As estrelas numeradas de 1–225300 são do catálogo original e são numeradas em ordem de ascensão reta para a época de 1900.0. As estrelas no intervalo 225301–359083 são da extensão de 1949 do catálogo. A notação HDE pode ser usada para estrelas nesta extensão, mas geralmente são denotadas como HD, pois a numeração garante que não possa haver ambiguidade.

### AC
O Catalogue astrographique fazia parte do programa internacional Carte du Ciel projetado para fotografar e medir as posições de todas as estrelas mais brilhantes do que magnitude aparente 11.0. No total, mais de 4.6 milhões de estrelas foram observadas, muitas tão fracas quanto 13 de magnitude. Este projeto foi iniciado no final do século XIX. As observações foram feitas entre 1891 e 1950. Para observar toda a esfera celeste sem sobrecarregar muitas instituições, o céu foi dividido em 20 observatórios, por zonas de declinação. Cada observatório expôs e mediu as placas de sua zona, usando um telescópio padronizado (um "astrógrafo normal") para que cada placa fotografada tivesse uma escala semelhante de aproximadamente 60 arcsecs/mm. O Observatório Naval dos Estados Unidos assumiu a custódia do catálogo, agora em sua edição 2000.2.

### BS, BSC, HR
Publicado pela primeira vez em 1930 como o Yale Catalog of Bright Stars, este catálogo continha informações sobre todas as estrelas mais brilhantes do que a magnitude aparente de 6.5 no Harvard Revised Photometry Catalogue. A lista foi revisada em 1983 com a publicação de um suplemento que listava estrelas adicionais de magnitude 7.1. O catálogo detalhava as coordenadas de cada estrela, movimentos próprios, dados fotométricos, tipos espectrais e outras informações úteis.
A última versão impressa do Bright Star Catalogue foi a 4.ª edição revisada, lançada em 1982. A 5.ª edição está em formato eletrônico e disponível online.

### SAO
O catálogo do Observatório Astrofísico Smithsonian foi compilado em 1966 a partir de vários catálogos astrométricos anteriores e contém apenas as estrelas de magnitude aparente cerca de nona para as quais os movimentos próprios e precisos eram conhecidos. Há uma sobreposição considerável com o Henry Draper Catalogue, mas qualquer estrela sem dados de movimento naquele momento é omitida. A época para as medições de posição na edição mais recente é J2000.0. O catálogo SAO contém esta informação importante que não está no Henry Draper Catalogue, o movimento próprio das estrelas, por isso é frequentemente usado quando esse fato é importante. As referências cruzadas com os números de no Henry Draper Catalogue e Bonner Durchmusterung na edição mais recente também são úteis.
Os nomes no catálogo SAO começam com as letras SAO, seguidas por um número. Os números são atribuídos seguindo 18 faixas de dez graus no céu, com estrelas classificadas por ascensão reta dentro de cada faixa.

### USNO-B1.0
USNO-B1.0 é um catálogo completo criado por astrofísicos de pesquisa e operações do Observatório Naval dos Estados Unidos (desenvolvido na Estação Flagstaff do Observatório Naval dos Estados Unidos), que apresenta posições, movimentos próprios e magnitudes em várias bandas passantes ópticas e estimadores estrela/galáxia para 1.042.618.261 objetos derivados de 3.643.201.733 observações separadas. Os dados foram obtidos a partir de varreduras de 7.435 placas Schmidt feitas para os vários levantamentos do céu durante os últimos 50 anos. Acredita-se que o USNO-B1.0 forneça cobertura total, completude até V = 21, precisão astrométrica de 0.2 segundo de arco em J2000.0, precisão fotométrica de magnitude 0.3 em até cinco cores e 85% de precisão para distinguir estrelas de não objetos estelares. USNO-B agora é seguido por NOMAD; ambos podem ser encontrados no servidor do Observatório Naval. O Observatório Naval está trabalhando atualmente nas variantes B2 e C da série de catálogos USNO.

### GSC
O Guide Star Catalog é um catálogo online de estrelas produzido com o propósito de posicionar e identificar com precisão estrelas satisfatórias para uso como estrelas-guia pelo programa do Telescópio Espacial Hubble. A primeira versão do catálogo foi produzida no final dos anos 1980 digitalizando chapas fotográficas e continha cerca de 20 milhões de estrelas, com magnitude aparente 15. A última versão deste catálogo contém informações para 945.592.683 estrelas, com magnitude 21. A versão mais recente continua a ser usada para posicionar com precisão o Telescópio Espacial Hubble.

### PPM
O PPM Star Catalogue (1991) é um dos melhores, tanto no movimento próprio quanto na posição da estrela até 1999. Não tão preciso quanto o catálogo Hipparcos, mas com muito mais estrelas. O PPM foi construído a partir de BD, SAO, HD e mais, com algoritmo sofisticado e é uma extensão do Quinto Catálogo Fundamental, "Catálogos de Estrelas Fundamentais".

### HIP
O catálogo Hipparcos foi compilado a partir dos dados recolhidos pelo satélite astrométrico Hipparcos, da Agência Espacial Europeia, que funcionou de 1989 a 1993. O catálogo foi publicado em junho de 1997 e contém 118.218 estrelas; uma versão atualizada com dados reprocessados foi publicada em 2007. É particularmente notável por suas medições de paralaxe, que são consideravelmente mais precisas do que aquelas produzidas por observações baseadas no solo.

### CatálogoGaia
O catálogo Gaia é lançado em etapas que irão conter cada vez mais informações; as primeiras liberações também perdem algumas estrelas, especialmente estrelas mais fracas localizadas em campos estelares densos. Os dados de cada lançamento de dados podem ser acessados no Gaia Archive. Gaia DR1, a primeira liberação de dados da missão da sonda espacial Gaia, com base em 14 meses de observações feitas até setembro de 2015, ocorreu em 13 de setembro de 2016. O lançamento de dados inclui posições e magnitudes em uma única banda fotométrica para 1.1 bilhão de estrelas usando apenas dados do Gaia, posições, paralaxes e movimentos próprios para mais de 2 milhões de estrelas com base em uma combinação de dados do Gaia e Tycho-2 para esses objetos em ambos os catálogos, curvas de luz e características para cerca de 3.000 estrelas variáveis e posições e magnitudes para mais de 2.000 fontes extragalácticas usadas para definir o referencial celestial. A segunda divulgação de dados (DR2), que ocorreu em 25 de abril de 2018, é baseada em 22 meses de observações feitas entre 25 de julho de 2014 a 23 de maio de 2016. Inclui posições, paralaxes e movimentos próprios para cerca de 1.3 bilhão de estrelas e posições de 300 milhões de estrelas adicionais, dados fotométricos vermelhos e azuis para cerca de 1.1 bilhão de estrelas e fotometria de cor única para 400 milhões de estrelas adicionais e velocidades radiais medianas para cerca de 7 milhões de estrelas entre magnitude 4 e 13. Ele também contém dados para mais de 14.000 objetos selecionados do Sistema Solar. A primeira parte do terceiro lançamento de dados, EDR3 (Early Data Release 3), foi lançado em 3 de dezembro de 2020. É baseado em 34 meses de observações e consiste em posições melhoradas, paralaxes e movimentos próprios de mais de 1.8 bilhões de objetos O DR3 completo, esperado no início de 2022, incluirá os dados do EDR3 mais os dados do Sistema Solar; informação de variabilidade; resultados para estrelas não únicas, para quasares e para objetos estendidos; parâmetros astrofísicos; e um conjunto de dados especial, o Gaia Andromeda Photometric Survey (GAPS). A data de lançamento do catálogo Gaia completo ainda será determinado.

## Catálogos especializados
Catálogos especializados não fazem nenhum esforço para listar todas as estrelas no céu, trabalhando em vez disso para destacar um tipo específico de estrela, como variáveis ou estrelas próximas.

### ADS
O catálogo de estrelas duplas de Robert Grant Aitken (1932) lista 17.180 estrelas duplas ao norte da declinação -30 graus.

### Estrelas de carbono
O General Catalog of Galactic Carbon Stars de Charles Bruce Stephenson é um catálogo de mais de 7.000 estrelas de carbono.

### Gl, GJ, Wo
O Catálogo Gliese (depois Gliese-Jahreiß) tenta listar todos os sistemas estelares dentro de 20 parsecs (65 anos-luz) da Terra ordenados por ascensão reta (veja a Lista de estrelas próximas). As edições posteriores expandiram a cobertura para 25 parsecs (82 anos-luz). Os números no intervalo de 1.0-915.0 (números Gl) são da segunda edição, que era
Catalogue of Nearby Stars (1969, W. Gliese).
Os inteiros até 915 representam sistemas que estavam na primeira edição. Números com um ponto decimal foram usados para inserir novos sistemas estelares para a segunda edição sem destruir a ordem desejada (por ascensão reta). Este catálogo é conhecido como CNS2, embora esse nome nunca seja usado em números de catálogo.
Números no intervalo 9001-9850 (números Wo) são do suplemento
Extension of the Gliese catalogue (1970, R. Woolley, E. A. Epps, M. J. Penston e S. B. Pocock).
Os números nos intervalos de 1000-1294 e 2001-2159 (números GJ) são do suplemento
Nearby Star Data Published 1969–1978 (1979, W. Gliese e H. Jahreiß).
O intervalo 1000-1294 representa estrelas próximas, enquanto 2001-2159 representa estrelas próximas suspeitas. Na literatura, os números GJ às vezes são retroativamente estendidos aos números Gl (uma vez que não há sobreposição). Por exemplo, Gliese 436 pode ser indistintamente referido como Gl 436 ou GJ 436.
Números no intervalo 3001-4388 são de
Preliminary Version of the Third Catalogue of Nearby Stars (1991, W. Gliese e H. Jahreiß).
Embora esta versão do catálogo tenha sido denominada "preliminar", ainda é a atual em março de 2006 e é referida como CNS3. Lista um total de 3.803 estrelas. A maioria dessas estrelas já tinha números GJ, mas também havia 1.388 que não foram numerados. A necessidade de dar a esses 1.388 algum nome resultou na numeração deles de 3001-4388 (números NN, para "sem nome"), e os arquivos de dados deste catálogo agora geralmente incluem esses números. Um exemplo de estrela frequentemente referida por um desses números não oficiais do GJ é o GJ 3021.

### GCTP
O Catálogo Geral de Paralaxes Trigonométricas, publicado pela primeira vez em 1952 e posteriormente substituído pelo Novo GCTP (agora em sua quarta edição), cobre quase 9.000 estrelas. Ao contrário do Gliese, ele não corta a uma determinada distância do Sol; em vez disso, tenta catalogar todas as paralaxes medidas conhecidas. Ele fornece as coordenadas na época de 1900, a variação secular, movimento próprio, paralaxe absoluta média ponderada e seu erro padrão, o número de observações de paralaxe, a qualidade de interagências dos diferentes valores, a magnitude visual e várias identificações cruzadas com outros catálogos. Informações auxiliares, incluindo fotometria UBV, tipos espectrais MK, dados sobre a variabilidade e natureza binária das estrelas, órbitas quando disponíveis e informações diversas para ajudar a determinar a confiabilidade dos dados também são listadas.
1952 edition and 1962 supplement. Louise F. Jenkins, Observatório da Universidade de Yale.
William F. van Altena, John Truen-liang Lee e Ellen Dorrit Hoffleit, Observatório da Universidade de Yale, 1995.

### Catálogos de movimento próprio
Uma maneira comum de detectar estrelas próximas é procurar movimentos próprios relativamente altos. Existem vários catálogos, dos quais mencionaremos alguns. Os catálogos de Ross e Wolf foram os pioneiros no domínio:
Ross, Frank Elmore, New Proper Motion Stars, oito listas sucessivas, The Astronomical Journal, Vol. 36 to 48, 1925–1939
Wolf, Max, "Katalog von 1053 stärker bewegten Fixsternen", Veröff. d. Badischen Sternwarte zu Heidelberg (Königstuhl), Bd. 7, No. 10, 1919; e numerosas listas em Astronomische Nachrichten, 209 to 236, 1919–1929
Willem Jacob Luyten mais tarde produziu uma série de catálogos:
L – Luyten, Estrelas em movimento próprio e anãs brancas
Luyten, W. J., Proper Motion Survey with the forty-eight inch Schmidt Telescope, University of Minnesota, 1941 (General Catalogue of the Bruce Proper-Motion Survey)
LFT – Luyten Five-Tenths catalogue
Luyten, W. J., A Catalog of 1849 Stars with Proper Motion exceeding 0.5" annually, Lund Press, Minneapolis (Mn), 1955 ()
LHS – Luyten Half-Second catalogue
Luyten, W. J., Catalogue of stars with proper motions exceeding 0"5 annually, University of Minnesota, 1979 ()
LTT – Luyten Two-Tenths catalogue
Luyten, W. J. Luyten's Two Tenths. A catalogue of 9867 stars in the Southern Hemisphere with proper motions exceeding 0".2 annually, Minneapolis, 1957; A catalogue of 7127 stars in the Northern Hemisphere with proper motions exceeding 0".2 annually``, Minneapolis, 1961; also supplements 1961–1962. ()
NLTT – New Luyten Two-Tenths catalogue
Luyten, W. J., New Luyten Catalogue of stars with proper motions larger than two tenths of an arcsecond (NLTT), Univ. of Minnesota, 1979, supplement 1980 ()
LPM – Luyten Proper-Motion catalogue
Luyten, W. J., Proper Motion Survey with the 48 inch Schmidt Telescope, University of Minnesota, 1963–1981
LP numbers: L in zones −45 to −89 deg.; LP in zones +89 to −44 deg.
Por volta do mesmo período, Henry Lee Giclas trabalhou em uma série semelhante de catálogos:
Giclas, H. L., et al., Lowell Proper Motion Survey, Lowell Observatory Bulletin, 1971–1979 ()

### Catálogo Struve Double Star
Friedrich Georg Wilhelm von Struve descobriu um grande número de estrelas duplas e em 1827 publicou seu catálogo de estrelas duplas Catalogus novus stellarum duplicium. Por exemplo, a estrela binária 61 Cygni é designada "Struve 2758" ou "STF 2758". As estrelas de seu catálogo são às vezes indicadas pela letra grega sigma, Σ. Assim, 61 Cygni também é designado como Σ2758.

### uvby98
O ubvyβ Photoelectric Photometric Catalogue é uma compilação de dados fotométricos publicados anteriormente. Publicado em 1998, o catálogo inclui 63.316 estrelas pesquisadas em 1996.

### Catálogo ZC
O Zodiacal Catalogue de Robertson, coletado pelo astrônomo James Robertson, é um catálogo de 3.539 estrelas zodiacais com mais de 9 de magnitude. É usado principalmente para Ocultações de Estrelas pela Lua.

### Sucessores de USNO-A, etc
As estrelas evoluem e se movem com o tempo, criando catálogos em evolução, bancos de dados impermanentes até mesmo nos níveis mais rigorosos de produção. Os catálogos USNO são os catálogos astrométricos mais atuais e amplamente usados disponíveis no momento e incluem produtos USNO como USNO-B (o sucessor do USNO-A), NOMAD, UCAC e outros em produção ou lançados em breve. Alguns usuários podem ver catálogos especializados (versões mais recentes dos anteriores), catálogos personalizados, catálogos produzidos por interferometria, catálogos dinâmicos e aqueles com posições, movimentos, cores e erros aprimorados atualizados. Os dados do catálogo são continuamente coletados nas instalações dark-sky do Observatório Naval dos Estados Unidos, NOFS; e os catálogos mais recentes refinados e atualizados são reduzidos e produzidos por NOFS e USNO. Consulte o Catálogo USNO e os servidores de imagem para obter mais informações e acesso.